# Vernonanthura oligolepis
Vernonanthura oligolepis là một loài thực vật có hoa trong họ Cúc. Loài này được (Sch.Bip. ex Baker) H.Rob. miêu tả khoa học đầu tiên năm 1992.